# Bliesmengen-Bolchen
Cet article possède un paronyme, voir Blies (homonymie).
Bliesmengen-Bolchen (en sarrois Menge-Bolche) est un quartier de la commune allemande de Mandelbachtal, en Sarre. Il est composé des anciens villages de Bliesmengen et Bliesbolchen.

## Géographie
Localité frontalière avec le village Mosellan de Blies-Schweyen, annexe de Blies-Guersviller.

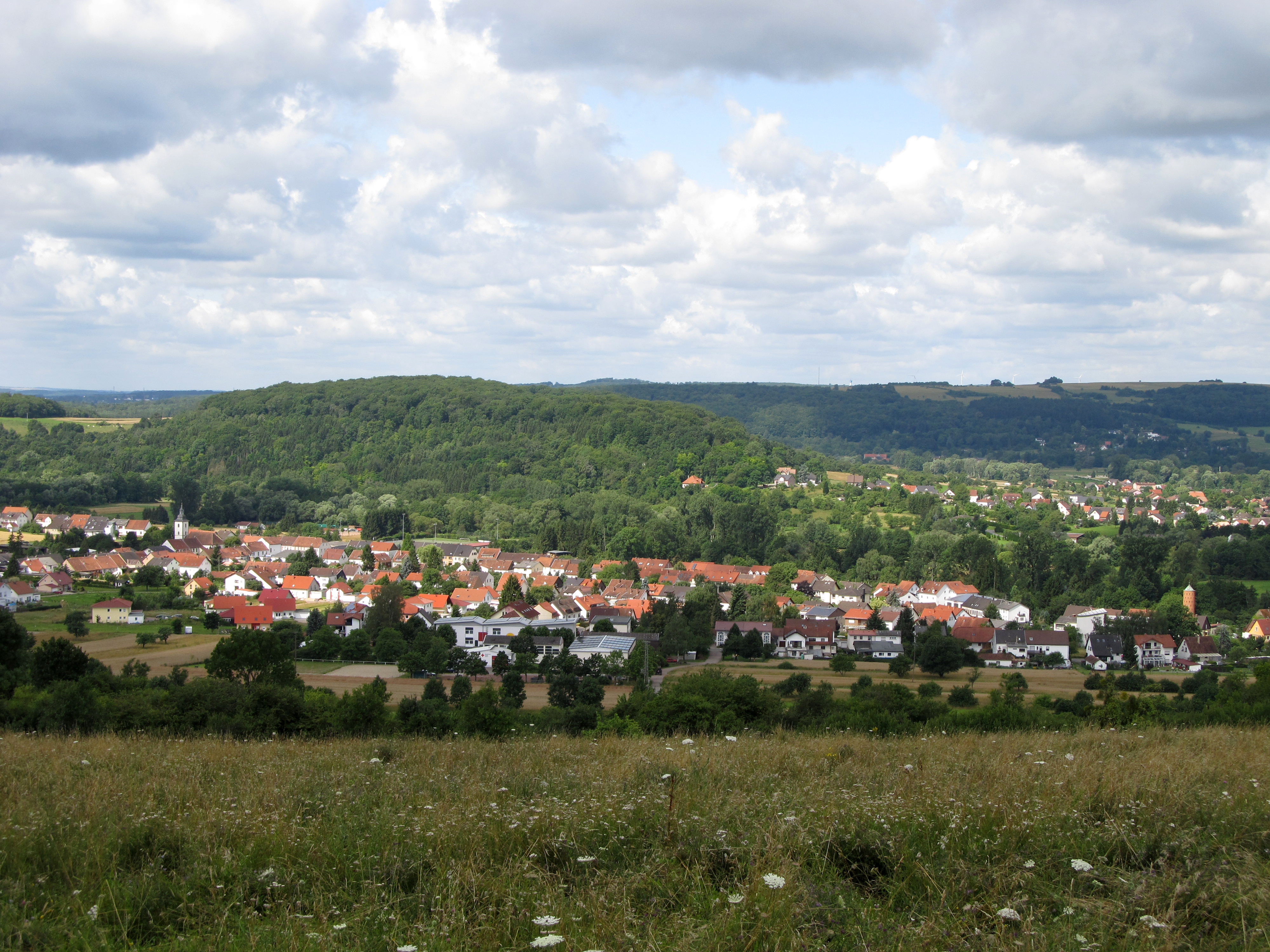
Vue du village.

## Lieux et monuments

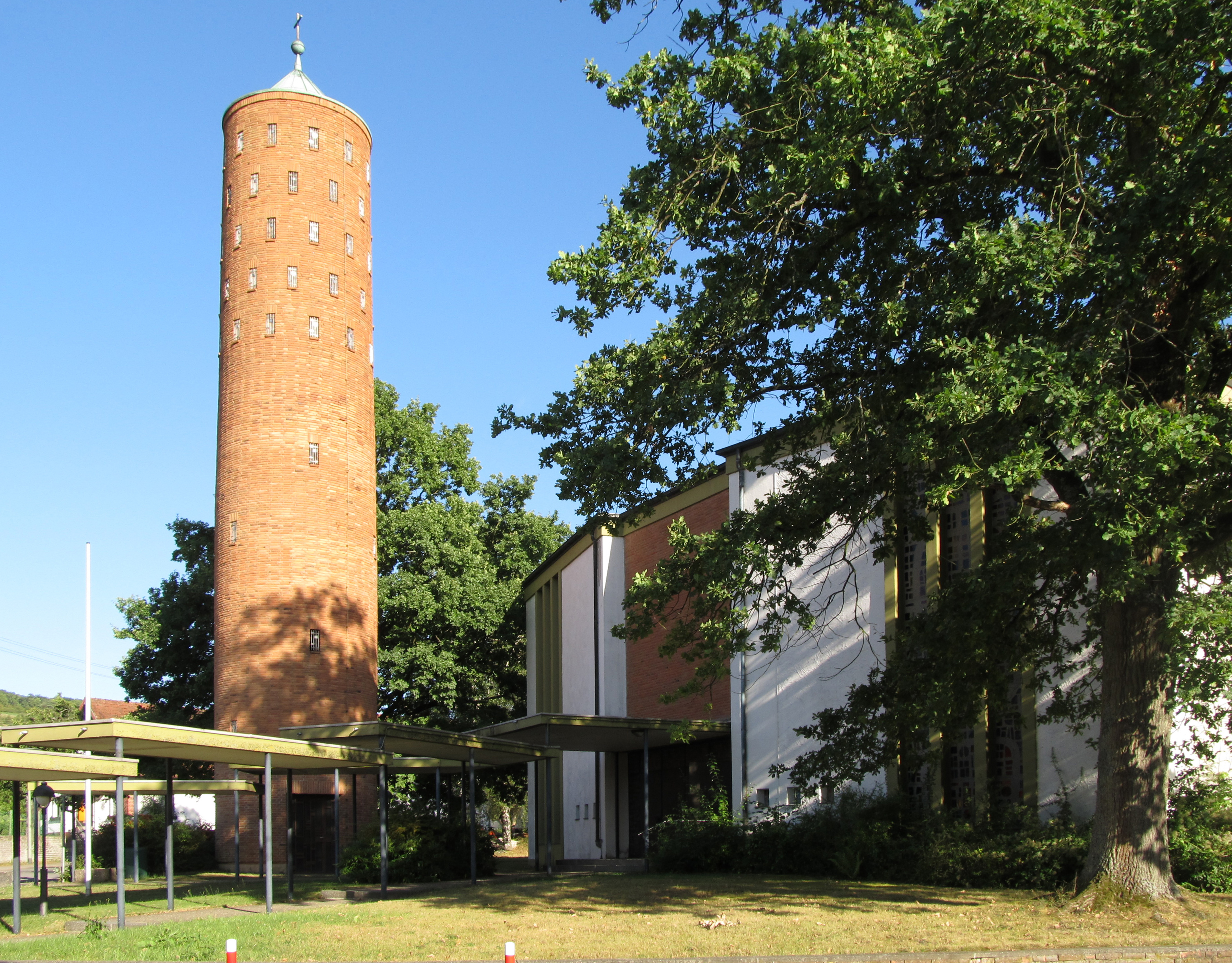
St. Paulus (extérieur).
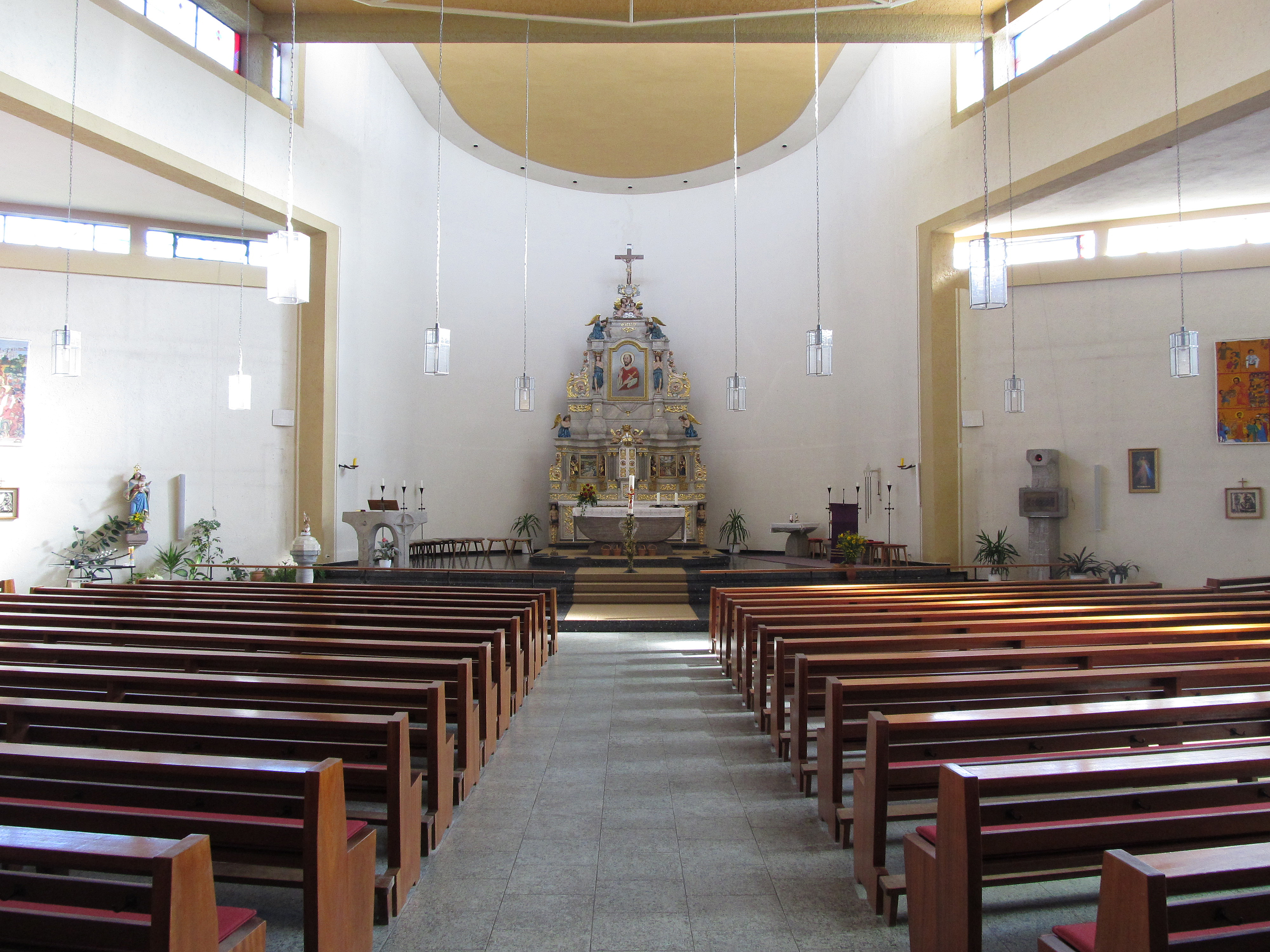
St. Paulus (intérieur).